# Javier Naranjo Villegas
Javier Naranjo Villegas (* 21. Januar  1919 in Abejorral; † 7. März 2014 in Santa Marta) war ein kolumbianischer Geistlicher und römisch-katholischer Bischof von Santa Marta.

## Leben
Javier Naranjo Villegas empfing am 15. März 1942 die Priesterweihe.
Am 2. Juni 1971 wurde er durch Papst Paul VI. zum Bischof von Santa Marta, der Hauptstadt des Departamento del Magdalena, ernannt. Der Apostolische Nuntius in Kolumbien, Erzbischof Angelo Palmas, spendete ihm am 29. Juni 1971 die Bischofsweihe; Mitkonsekratoren waren Tulio Botero Salazar CM, Erzbischof von Medellín, und Arturo Duque Villegas, Erzbischof von Manizales.
Am 24. Juli 1980 nahm Papst Johannes Paul II. Villegas´ vorzeitigen Rücktritt an. Er starb am 7. März 2014 mit 95 Jahren. Die Exequien fanden am folgenden Tag in der Kapelle der Templo Universitario Nuestra Señora del Santísimo Sacramento statt.